# Technische Nothilfe

Drapeau du TENO sous le IIIe Reich

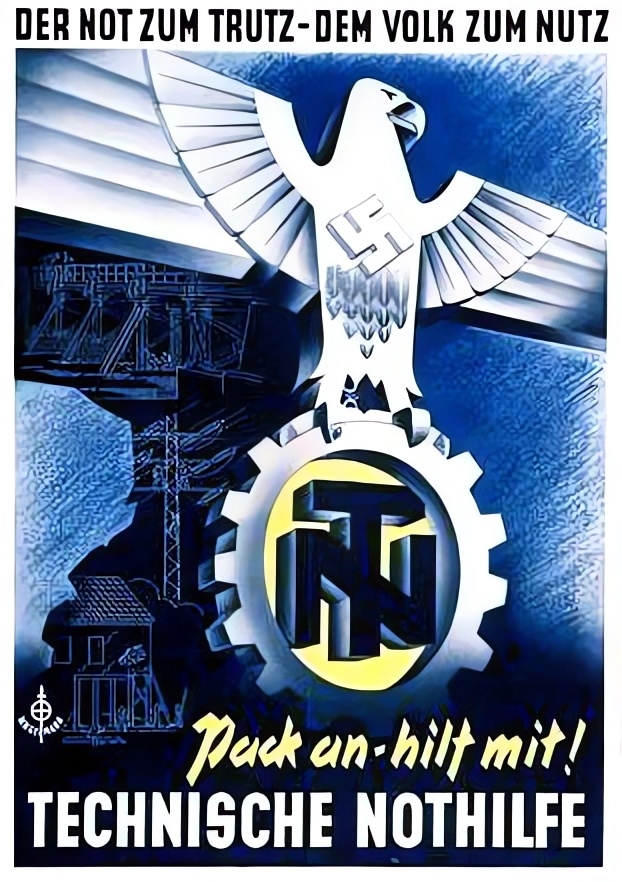
Affiche pour le Technische Nothilfe

Technische Nothilfe (abréviation TN, TeNo, TENO ; traduit par : Aide technique d'urgence) est une organisation allemande. Elle fut établie par le Technische Abteilung (unité technique) du groupe paramilitaire Freikorps Garde-Kavallerie-Schützen-Division.

## Histoire
Le TeNo fut fondé le 30 septembre 1919 par Otto Lummitzsch (de) avec la proposition principale de protéger et maintenir les infrastructures vitales et stratégiques (réseau de gaz, réseau d'eau potable, stations électriques, chemin de fer, bureau de poste, réponse aux problèmes agricoles et activités de production de nourriture). Entre 1919 et 1923, ces infrastructures vitales étaient sous la menace de sabotage et d'attaques de par la période trouble de l'Allemagne au bord de la guerre civile, causé par l'effondrement de l'économie allemande après la fin de la Première Guerre mondiale.
L'organisation fut formée primitivement après la Première Guerre mondiale, d'abord composée de personnel technique et d'ingénieurs, puis fut transformée en organisation de volontaire civils enregistrée par le ministère de l'Intérieur. Ce changement de statut militaire pour celui de civil fut mis en place par les exigences du Traité de Versailles de sorte que le TeNo n'apparaisse plus comme organisation militaire. Par la nature de ses opérations, le personnel composant le TeNO était de la classe moyenne conservatrice, mais incluait de nombreux étudiants dans le domaine technique. Dans la République de Weimar, le TeNo fut considéré comme une menace pour la classe ouvrière et augmenta l'animosité du parti communiste allemand. Le TeNo intervenait comme organisation d'aide volontaire, quand les grèves ne trouvaient pas d'issues et quand l'ordre public était menacé par les grèves dans les domaines de l'électricité, service du ravitaillement, chemin de fer.
Comme les conditions économiques déclinèrent après 1925 et que les grèves devinrent moins classiques et plus agressives, le TeNo fut capable de faire glisser ses activités vers le domaine des catastrophes imprévues (Katastrophedienst), incendies, accidents industriels, effondrement de ponts routiers et ferroviaires, et assurait ses interventions aussi dans le domaine des accidents routiers. Un groupe mobile permanent Bereitschaftdiest (BD) fut mis en place pour répondre aux demandes plus rapidement. La protection clandestine aérienne commença vers la fin des années 1920 avec le Luftschutzdienst (LD). De 1931 à 1934, le TeNo évolua vers le "Service des Travailleurs Volontaires " (Freiwilligen Arbeitsdienst - FAD). Le FAD se transforma en Reichsarbeitsdienst (RAD).

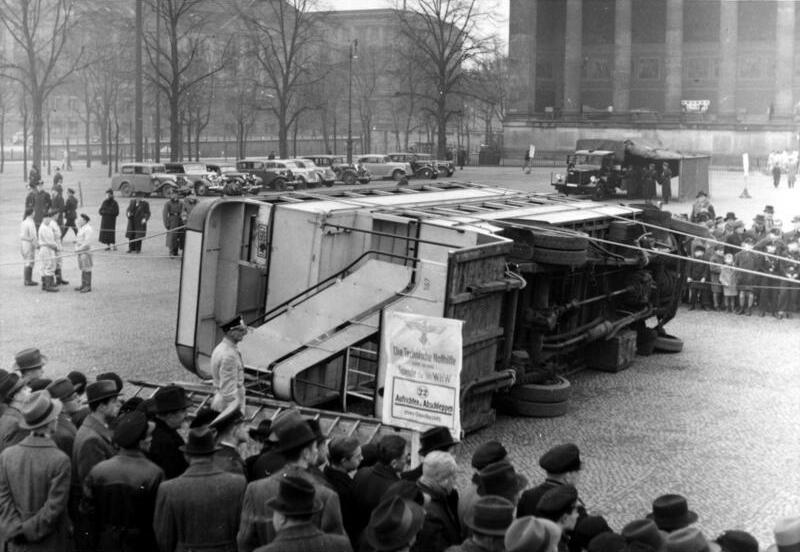
Exercice public des Technischen Nothilfe à Berlin, 1939

Sous le IIIe Reich, le TeNo fut concentré sur la défense civile, (aide aux victimes de bombardements, secours aux désastres généraux et travail supplétif). En 1936 le TeNo fut progressivement absorbé par l'Ordnungspolizei comme organisation de police auxiliaire sous le contrôle suprême de Heinrich Himmler, chef des SS et de la police.
Au 1er juin 1943, les membres du TeNo furent déployés hors des frontières du Reich, portant l'uniforme vert-de-gris de la police et furent rattachés à la police TeNo.
En complément, le TeNo fut actif dans les pays sous domination nazie dès le 1er septembre 1939 comme Einsatzgruppen (groupe d'intervention de l'arrière), suivant les troupes de la Wehrmacht pour restaurer les services vitaux en Pologne, France, Belgique, Pays-Bas, Luxembourg et en Norvège. Des branches locales du TeNo furent formées dans les pays occupés comme aux Pays-Bas avec le Technische Noodhulp et le Teknisk Nødhjelp en Norvège.
Le groupe TeNo Einsatzgruppen participa à l'occupation de la Sarre, de l'Autriche, des Sudètes, de la Pologne et des pays de la campagne du front Ouest en 1940. Leur mission était de sécuriser les industries vitales, prévenir ou réparer le sabotage, reconstruire les infrastructures (ponts, sites électriques, service d'eau potable etc.). Les unités du TeNo furent utilisées par la Luftwaffe très tôt et d'autres unités du TeNo furent aussi employés pour le compte de la Heer vers milieu 1941. Ils étaient alors nommés Technische Truppen (troupes techniques) commandées par l'Oberstleutnant (am Kriegsende Generalmajor der Technischen Truppen) Erich Hampe (en). Le TeNO aida aussi la Kriegsmarine mais sur ce point on ne dispose que de peu de sources. Les autres unités du TeNo restèrent sous le contrôle du quartier général du TeNo (Reichsamt Technische Nothilfe) jusqu'à la fin de la Seconde guerre Mondiale.
En 1945, après la victoire des Alliés, le TeNo fut dissous. Les fonctions du TeNo furent assumés de nouveau en 1950 quand Otto Lummitzsch fut requis par le gouvernement d'Allemagne de l'Ouest pour former les Technisches Hilfswerk (Agence fédérale pour le secours technique) qui continuent d'exister aujourd'hui comme organisation de défense civile participant à l'aide sur les lieux de catastrophes dans le monde entier.